# Brobyværk
Brobyværk (även: Sønder Broby) är en tätort i Fåborg-Midtfyns kommun i Region Syddanmark i Danmark. Tätorten har 1 081 invånare (2024). Den ligger på Fyn, cirka 14,5 kilometer väster om Ringe.